# 郡山駐屯地
郡山駐屯地（こおりやまちゅうとんち、JGSDF Camp Koriyama）は、福島県郡山市大槻町字長右ヱ門林1番地に所在し第6高射特科大隊等が駐屯する陸上自衛隊の駐屯地である。

## 概要
1953年（昭和28年）10月に保安隊の駐屯地として開設。第6特科連隊が1954年（昭和29年）9月25日の新編以来、主力部隊としてまた、連隊長が駐屯地司令として駐屯してきたが、2020年（令和2年）3月に第6特科連隊を廃止し、東北方面特科連隊の2個大隊に改編され、郡山駐屯地司令職を第6特科連隊長から第6高射特科大隊長に移管した。最寄の演習場は、多田野演習場および白河布引山演習場。

## 沿革
保安隊郡山駐屯地
- 1953年（昭和28年）10月25日：

1. 郡山駐屯地が開設[1]。
2. 独立第32特科大隊が針尾駐屯地から移駐。
3. 郡山駐屯地業務隊が宇都宮駐屯地から移駐し編成完結。

陸上自衛隊郡山駐屯地
- 1954年（昭和29年）
  - 7月1日：陸上自衛隊設置に伴い郡山駐屯地が開設される[2][3]。
  - 9月25日：独立第32特科大隊を母体に第6特科連隊（連隊本部、第3特科大隊、第4特科大隊）が新編。
- 1955年（昭和30年）8月16日：第6特科連隊第1特科大隊、第5特科大隊（高射）が宇都宮駐屯地から移駐。
- 1962年（昭和37年）8月15日：第6師団改編に伴う第6特科連隊の改編。

1. 第4特科大隊が第5特科大隊に改編。
2. 第5特科大隊（高射）が第6特科大隊（高射）に改編。

- 1963年（昭和38年）8月5日：第6特科連隊第2特科大隊が神町駐屯地から移駐。
- 1970年（昭和45年）3月10日：第6師団が甲師団へ改編。第6特科連隊第4特科大隊が編成完結。
- 1987年（昭和62年）3月26日：第6特科連隊情報中隊が新編。

- 1990年（平成02年）3月26日：第6特科連隊第6特科大隊（高射）を改編し、第6高射特科大隊が新編。
- 2006年（平成18年）3月27日：

1. 第6後方支援連隊特科直接支援中隊（第6特科連隊を支援）が新編。
2. 第6後方支援連隊高射直接支援隊（第6高射特科大隊を支援）が新編。
3. 第6特科連隊第4特科大隊、第5特科大隊が廃止。

- 2008年（平成20年）3月26日：第110地区警務隊郡山連絡班を第124地区警務隊郡山連絡班に改編。
- 2015年（平成27年）3月26日：東北方面会計隊の改編に伴い、第378会計隊が廃止され、第387会計隊郡山派遣隊が設置される。
- 2020年（令和02年）
  - 3月25日：

  1. 第6特科連隊が廃止。
  2. 第6後方支援連隊特科直接支援中隊が廃止。

  - 3月26日：

  1. 東北方面特科連隊第1、第3特科大隊が新編。
  2. 第305特科直接支援中隊[4]郡山派遣隊第1特科直接支援小隊（第1特科大隊を支援）および第3特科直接支援小隊（第3特科大隊を支援）が新編。
  3. 郡山駐屯地司令職を第6特科連隊長から第6高射特科大隊長に移管。
- 時期未定

　福島県内の災害発生時における災害派遣等即動対応に伴い普通科部隊の１部が配備される予定と郡山駐屯地広報室が発表。

## 駐屯部隊

### 東北方面隊隷下部隊
- 第6師団
  - 第6高射特科大隊
  - 第6後方支援連隊
    - 第2整備大隊
      - 高射直接支援隊：第6高射特科大隊を支援
- 東北方面特科連隊[5]
  - 第1特科大隊
  - 第3特科大隊
- 東北方面後方支援隊
  - 第305特科直接支援中隊[4]
    - 郡山派遣隊
      - 第1特科直接支援小隊：第1特科大隊を支援
      - 第3特科直接支援小隊：第3特科大隊を支援
- 東北方面会計隊
  - 第387会計隊
    - 郡山派遣隊
- 東北方面システム通信群
  - 第103基地システム通信大隊
    - 第315基地通信中隊
      - 郡山派遣隊
- 郡山駐屯地業務隊

### 防衛大臣直轄部隊等
- 東北方面警務隊
  - 第124地区警務隊
    - 郡山連絡班

### 防衛省
- 東北防衛局
  - 郡山防衛事務所

## 主要幹部
| 職名                | 階級    | 氏名     | 補職発令日    | 前職              | 出典  |
| ------------------- | ------- | -------- | ------------- | ----------------- | ----- |
| 郡山駐屯地司令 兼補 | 2等陸佐 | 堀江泰志 | 2020年3月26日 | 第6高射特科大隊長 | [ 6 ] |

## 最寄の幹線交通
- 高速道路：東北自動車道郡山IC、郡山中央スマートIC
- 一般道：国道4号、国道49号、福島県道6号郡山湖南線、福島県道29号長沼喜久田線、福島県道37号白河羽鳥線、福島県道55号郡山矢吹線、福島県道57号郡山大越線
- 鉄道：JR東日本東北本線/水郡線/磐越西線/磐越東線 郡山駅
- 港湾：小名浜港（重要港湾）
- 飛行場：福島空港（第三種空港）

## 重要施設
- 広野火力発電所（出力380.0万kW。石油・LNG）（広野町）
- 勿来発電所（出力162.5万kW。石油・石炭）（いわき市）
- 須賀川変電所（超高圧変電所）（須賀川市）
- いわき変電所（一次変電所）（いわき市）
- 奥川開閉所（耶麻郡西会津町）
- 小名浜東西オイルターミナル（いわき市）
- 東京航空局いわき航空路監視レーダー事務所（いわき市）

## 年間主要行事
- 自衛隊郡山音楽祭
- 創立記念式典
- 駐屯地夏祭り
- 円谷駅伝 - かつて当駐屯地に所属した円谷幸吉を記念。
- 駐屯地司令杯バレーボール大会
- 駐屯地司令杯ソフトボール大会